# Lionel Stander
Lionel Jay Stander (Bronx, New York, 1908. január 11. – Los Angeles, Kalifornia, 1994. november 30.) Golden Globe-díjas amerikai színész.

## Fiatalkora
Lionel Stander 1908. január 11-én született a New York-i Bronxban, orosz-zsidó bevándorló szülők első gyermekeként. Később született még két testvére.
Egy vele folytatott újságos interjú szerint tinédzserként megjelent a "Men of Steel" (1926) c. néma filmben, ami talán extra dolog volt számára, hiszen nem szerepelt annak szereplistáján.
Egy év alatt az University of North Carolina Chapel Hillben megjelent egy hallgatói produkciókban, az Unpublished Writer múzsájában, és a The Muse end the Movies-ban: egy komédia Greenwich Village-ben.

## Színészi karrierje
Színészi karrierje 1928-ban kezdődött, mint Cop és az első tündér szerepe, benne E.E. Cummingssal, a Provincetown Playhouse-ban.
1932-ben a Warner-Vitaphone rövid produkciójában az In the Dough c. filmben szerepelt.
Leghíresebb szerepe Max, a hűséges komornyik, szakács és sofőr az 1979 és 1984 között készült Hart-eset c sorozatban, melynek főszereplői Robert Wagner és Stefanie Powers.
1983-ban ezen sorozatbeli mellékszerepéért Golden Globe-díjat nyert a legjobb férfi mellékszereplő kategóriában.

## Magánélete
Stander magánélete meglehetősen zűrzavaros volt.
Hatszor volt házas: 1932-ben kötötte az elsőt és 1972-ben az utolsót. Csak az utolsó házassága tartott a haláláig. Házasságaiból hat lánya született, de csak második nejétől, Alice Twitchell-től nem voltak gyermekei. Harmadik feleségétől, Vehanne Monteagle-től két ikre született.

## Halála
1994-ben tüdőrákban halt meg a kaliforniai Los Angelesben, 86 éves korában. Sírja a Glendale Forest Lawn Memorial Park temetőjében található.

## Filmográfia
- 1995 – Nyomoz a páros – Egy arc a múltból (Hart to Hart: Secrets of the Hart) ... Max
- 1994 – Nyomoz a páros – Olajralépés (Hart to Hart: Home Is Where the Hart Is) ... Max
- 1994 – Nyomoz a páros – Eszelős szerelem (Hart to Hart: Crimes of the Heart) ... Max
- 1994 – Nyomoz a páros – Kaland a szigeten (Hart to Hart – Old Friends Never Die) ... Max
- 1993 – Újra nyomoz a páros (Hart to Hart Returns) ... Max
- 1989 – Cookie (Cookie) ... Enzo Della Testa
- 1988 – A gonosz mostoha (Wicked Stepmother) ... Sam
- 1987 – Jómadarak ... Frank Santamaria
- 1987 – A simlis és a szende (TV Sorozat) ... Max
- 1986 – Transformers (The Transformers) ... Kup (szinkronhang)
- 1979-84 – A Hart-eset sorozat (Hart to Hart) ... Max
- 1979 – Meztelenek és bolondok ... Angelo Scioli
- 1977 – New York, New York ... Tony Harwell
- 1977 – A Kasszandra-átjáró (The Cassandra Crossing) ... Max
- 1976 – Z mint Zorro ... Donato atya
- 1973 – Paolo szerelmei (Paolo il caldo) ... Baron Castorini
- 1973 – Piszkos hétvége (Mordi e fuggi) ... General
- 1973 – Aranyvadászok ... Sam 'Tonaca"' Thompson
- 1972 – Máltát látni és meghalni (Pulp)
- 1972 – A kincses sziget ... Billy Bones
- 1971 – Csoda olasz módra (Per grazia ricevuta) ... Oreste Micheli
- 1971 – Pinokkió (Le avventure di Pinocchio) ... tűznyelő
- 1971 – A banda, amelyik nem tudott jól lőni (The Gang That Couldn't Shoot Straight) ... Baccala
- 1969 – Casanova ifjúkora ... Don Tosello
- 1969 – Akik csizmában halnak meg (La collina degli stivali) ... Mami
- 1968 – Hétszer hét (Sette volte sette) ... Sam
- 1968 – Volt egyszer egy Vadnyugat (C'era una Volta il West) ... Csapos
- 1968 – A paradicsom kapui ... Monk
- 1968 – Az utolsó számlát te fizeted ... Preacher
- 1966 – Ígérj neki bármit! (Promise Her Anything)
- 1966 – Zsákutca (Cul-de-sac) ... Richard
- 1965 – A megboldogult (The Loved One)
- 1963 – The Moving Finger ... Anatole
- 1961 – Blast of Silence – Egy gyilkosság krónikája ... Narrátor
- 1951 – St. Benny the Dip ... Monk Williams
- 1951 – Two Gals and a Guy ... Mr. Seymour
- 1948 – Hűtlen híve ... Hugo Standoff
- 1947 – Mit csinált Diddlebock szerdán? (The Sin of Harold Diddlebock) ... Max
- 1946 – Botcsinálta bokszoló (The Kid from Brooklyn) ... Spider Schultz
- 1943 – A hóhér halála (Hangmen Also Die) ... Gabby
- 1940 – The Bride Wore Crutches ... Moroni
- 1939 – Feleségem karrierje ... Mort Hodges
- 1938 – Nem félek senkitől ... Jerry
- 1937 – Gangszterek alkonya ... 'Curly'
- 1937 – Csillag születik (A Star is Born) ... Libby
- 1936 – Váratlan örökség (Mr. Deeds Goes to Town) ... Cornelius Cobb
- 1936 – Tejút (The Milky Way)
- 1935 – Nem megyek az esküvömre ... Yaffitz, Bridge Player
- 1935 – The Gay Deception ... Gettel
- 1935 – A csirkefogó (The Scoundrel) ... Rothenstein
- 1934 – Mushrooms ... Bertram
- 1934 – I Scream Micky Moran
- 1934 – Smoked Hams ... Mr. Ivanitch
- 1932 – In the Dough ... Toots
- 1931 – Where Men Are Men

## Fordítás
- Ez a szócikk részben vagy egészben  a   Lionel Stander című angol Wikipédia-szócikk fordításán alapul.  Az eredeti cikk szerkesztőit annak laptörténete sorolja fel. Ez a jelzés csupán a megfogalmazás eredetét és a szerzői jogokat jelzi, nem szolgál a cikkben szereplő információk forrásmegjelöléseként.